# روزی یینگ
روزی یینگ (انگلیسی: Ruzi Ying; ۵ میلادی – ۲۵ میلادی) آخرین امپراتور دودمان هان غربی بود.

## نسب
وی که از نوادگان امپراتور شوان بود پس از مرگ امپراتور پینگ او در سن یک سالگی بر تخت نشست و به مدت ۳ سال حکومت را به صورت اسمی و به عنوان یک دست نشاند کامل وانگ مانگ نایب السلطنه  قدرتمند امپراتوری هان در دست داشت، در سال ۹ میلادی وانگ مانگ با ایجاد شورش امپراتوری شین را ایجاد کرده و به حکومت امپراتوری هان غربی پایان داد.